# Notobranchaea bleekerae
Notobranchaea bleekerae is een slakkensoort uit de familie van de Notobranchaeidae. De wetenschappelijke naam van de soort is voor het eerst geldig gepubliceerd in 1985 door van der Spoel & Pafort-van Iersel.